# Nitocrella kyzylkumica
Nitocrella kyzylkumica är en kräftdjursart som beskrevs av Borutsky 1972. Nitocrella kyzylkumica ingår i släktet Nitocrella och familjen Ameiridae. Inga underarter finns listade i Catalogue of Life.